# Warnitzsee

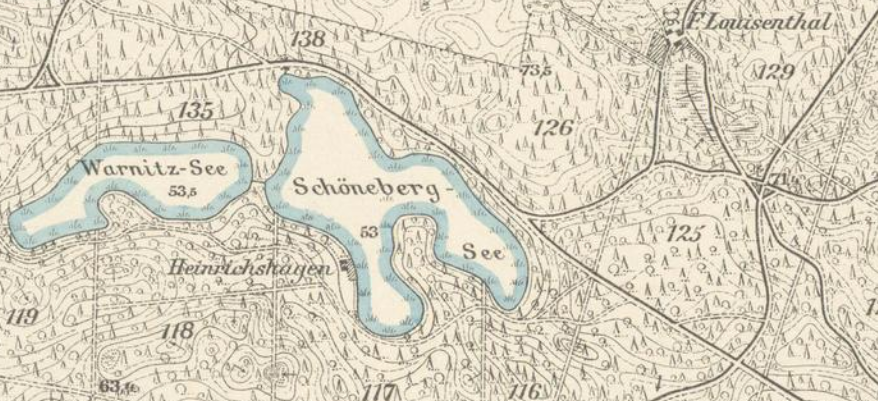
Der abgegangene Wohnplatz Heinrichshagen mit Warnitzsee und Schönebergsee auf dem Messtischblatt Nr. 2949 Greiffenberg von 1890

Der Warnitzsee ist ein natürlicher See in der Gemarkung von Steinhöfel, einem Ortsteil der Stadt Angermünde im Landkreis Uckermark (Brandenburg). Der See wurde bereits 1375 erstmals urkundlich erwähnt.

## Lage
Der Warnitzsee liegt ca. einen Kilometer südöstlich von Neuhaus und 3,8 km südwestlich vom Ortskern von Steinhöfel. Etwa 2,4 km südlich liegt Redernswalde und 3,2 km westsüdwestlich liegt Poratz. Nur wenige Meter am Ostende vorbei, zwischen Warnitzsee und Schönebergsee hindurch, verläuft die Autobahn A 11. Der See liegt ansonsten völlig im Wald und ist durch keine Fahrstraße zu erreichen.
Hinter der stark gegliederten Angermünder Eisrandlage der letzten Kaltzeit wurden Grundmoränen abgelagert, In diese Grundmoränen sind Schmelzwasserrinnen eingetieft, die sich noch unter dem Eis gebildet hatten. Sie sind mit fluviatilen Sedimenten verfüllt, zum Teil sind sie aber auch noch als morphologische Rinnen erhalten. Innerhalb dieser Schmelzwasserrinnen liegen der Briesensee, der Kiehnsee, der Laagensee, der Warnitzsee und der Schönebergsee. Alle genannten Seen, bis auf den Schönebergsee, liegen im Naturschutzgebiet Poratzer Moränenlandschaft.

## Hydrographie und Ökologie
Der durch eine von Süden vorspringende Halbinsel in zwei Teilbecken gegliederte, in Ost-West-Richtung gestreckte See ist ca. 610 Meter lang. Im östlichen Teilbecken ist er ca. 230 Meter breit, im westlichen ca. 180 Meter breit. Er nimmt eine Fläche von 10,2 ha ein und ist im östlichen Teilbecken bis 9,5 m tief je nach Seespiegelstand. Der Seespiegel liegt auf etwa 52 m ü. NHN. Er ist aber stark schwankend; in den letzten 40 Jahren bis zu drei Meter. Der See ist ein Grundwasser-Durchströmungssee und hat keinen Zu- und/oder Abfluss. Er ist stabil geschichtet und hatte in den Untersuchungsjahren 1992/94 einen Trophie-Index von 3, das entspricht eutroph. Im Zeitraum von 2000 bis 2019 wurde der Trophie-Index mit mesotroph angegeben (schwach bis stark mesotroph). Durch den stark schwankenden Seewasserspiegel kann sich der Trophie-Index auch ändern und in manchen Jahren wieder schwach eutroph werden. Das Seewasser ist stark alkalisch. Eine gewisse Gefährdung geht durch die Nadelholzforsten im Einzugsgebiet aus, die durch die hohe Verdunstung den Grundwasserspiegel absenken können. Im westlichen Teil des Sees treten starke Verlandungserscheinungen wie freifallende Uferflächen und dichter Schwimmblattpflanzenbewuchs auf.
Am Grund des Sees gibt es noch Rasen von Armleuchteralgen, der Hornblättrigen Armleuchteralge (Chara tomentosa) und der Furchenstacheligen Armleuchteralge (Chara rudis). Kabus und Thiele vermelden auch die Steifborstige Armleuchteralge (Chara hispida), die Kurzstachelige Armleuchteralge (Chara intermedia), die Feine Armleuchteralge (Chara virgata), die Zerbrechliche Armleuchteralge (Chara globularis), die Gegensätzliche Armleuchteralge (Chara contraria) und die Stern-Armleuchteralge (Nitellopsis obtusa).
Als eutrophe (Klarwasser-)Zeiger treten auf z. B. Spiegelndes Laichkraut (Potamogeton lucens) und die Tausendblatt-Arten Ähriges Tausendblatt (Myriophyllum spicatum) und Quirliges Tausendblatt (Myriophyllum verticillatum). Besonders erwähnenswert ist das Vorkommen der Karausche (Carassius carassius), der Zierlichen Moosjungfer (Leucorrhinia caudalis), der Östlichen Moosjungfer (Leucorrhinia albifrons) und des Mittleren Nixenkraut (Najas marina var. intermedia (Wolfg. ex Gorski) Rendle). 2013 wurden zehn Fischarten festgestellt.

## Geschichte
Der See ist bereits im Landbuch Karls IV. erstmals genannt (stagnum nomine Warnitz). Er gehörte damals wahrscheinlich schon zur Herrschaft Greiffenberg, sicher belegt ist das im 15. und 16. Jahrhundert. Der Name leitet sich von einer aplb. Grundform *Varnica = „Ort, wo es Raben oder Krähen gibt“ ab.

## Bewirtschaftung
Der See wird von Seenfischerei Angermünde bewirtschaftet. Der See wurde mit Karpfen und Aalen besetzt.

## Weblink
- Uferbereiche des Seenkette bei Angermünde im Bundesland Brandenburg 29. April 2015: euroluftbild.de/Robert Grahn